# Arcidiocesi di Aix

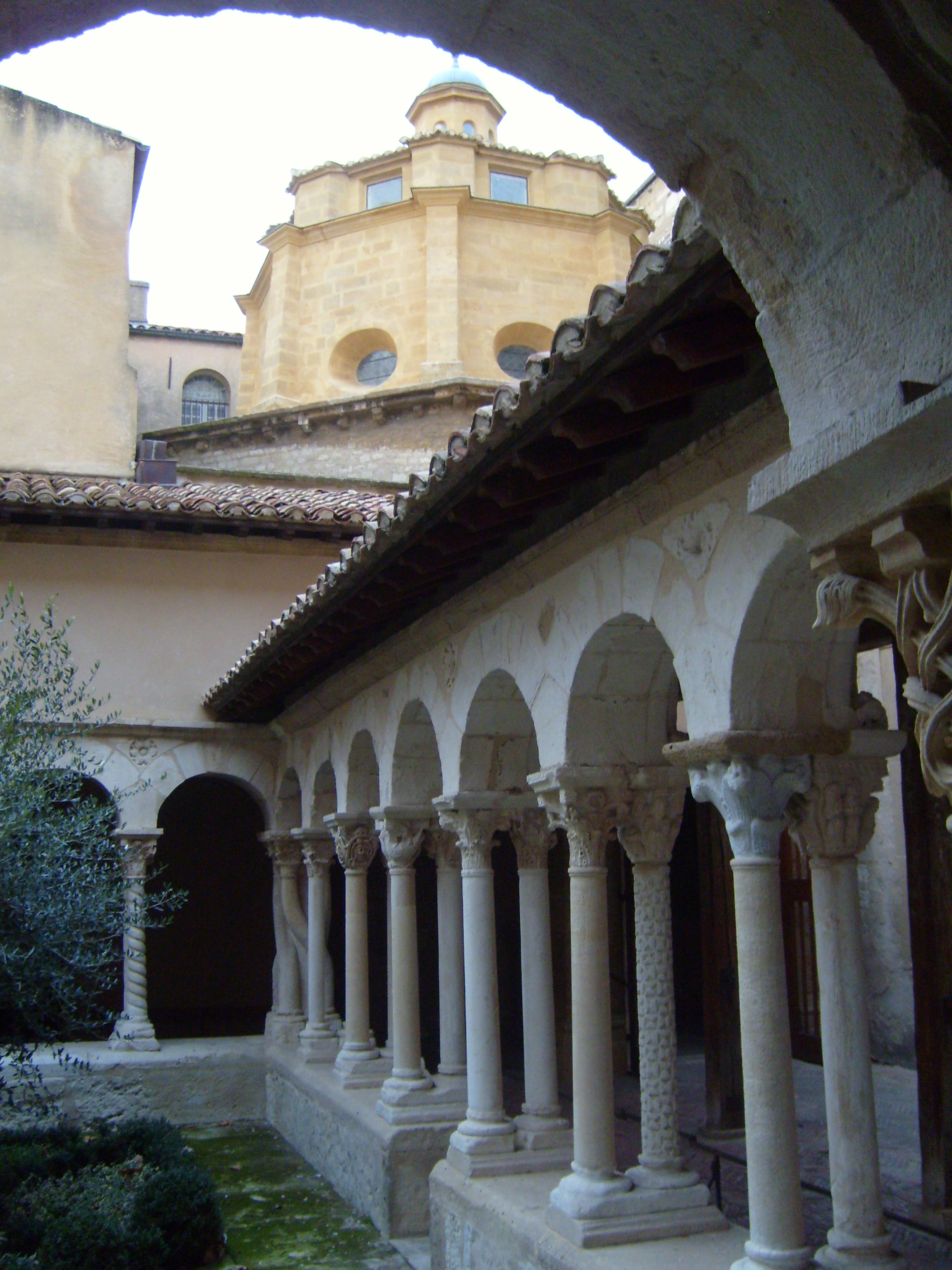
Vista dal battistero dal chiostro della cattedrale

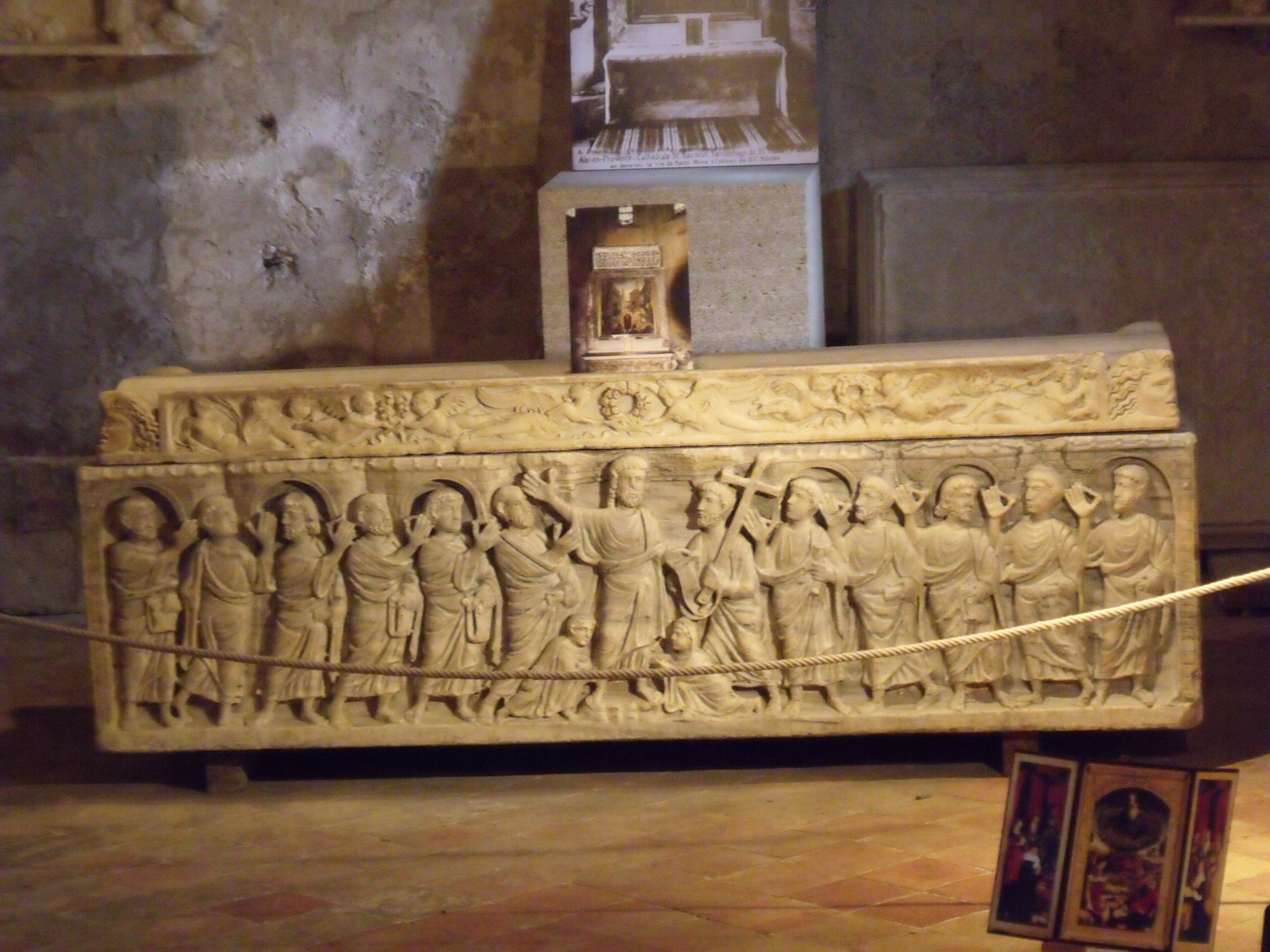
Sarcofago cristiano di Aquae Sextiae nella cattedrale del Santissimo Salvatore.

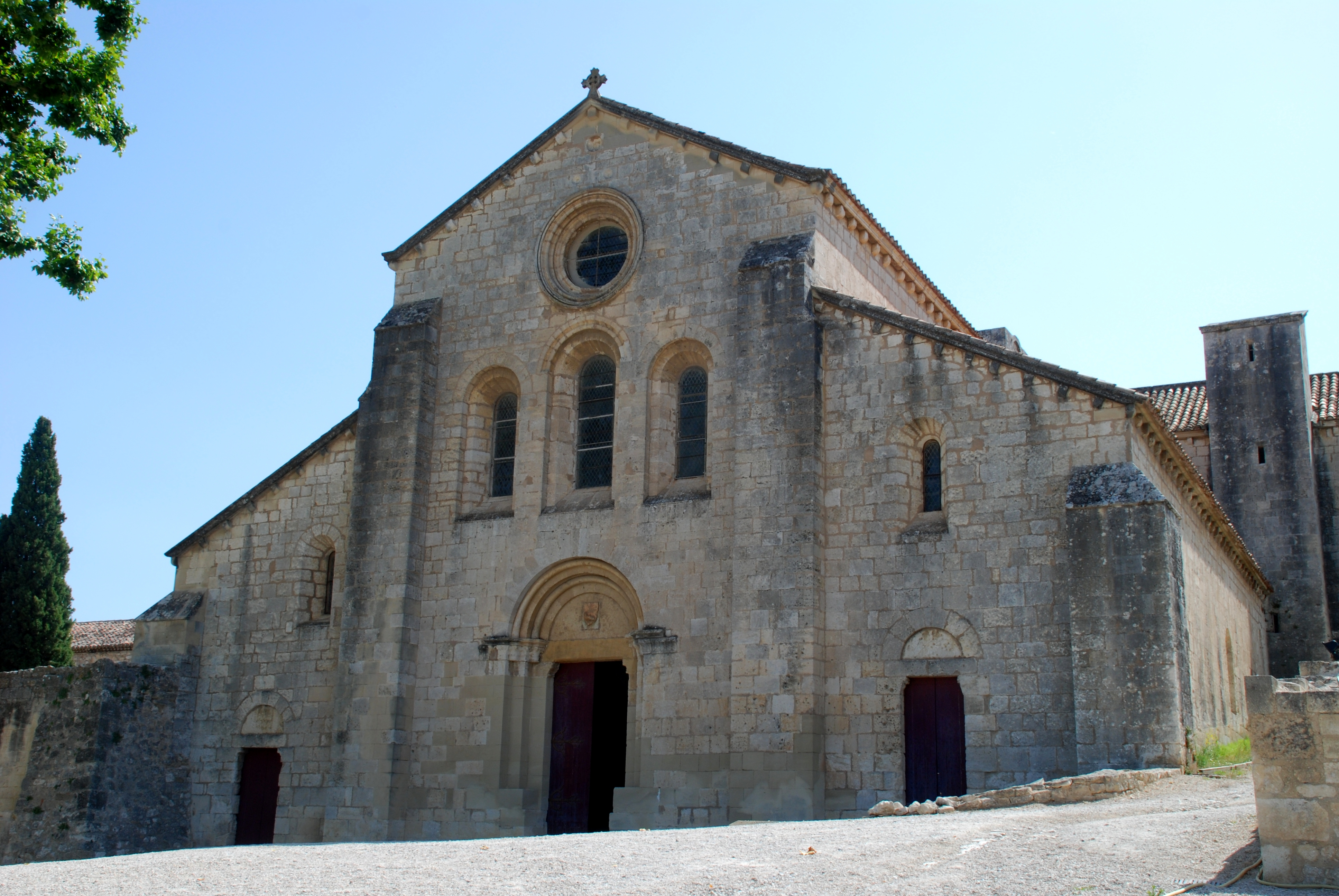
La chiesa dell'abbazia cistercense di Silvacane, comune di La Roque-d'Anthéron, fondata nel XII secolo da san Bernardo di Chiaravalle.

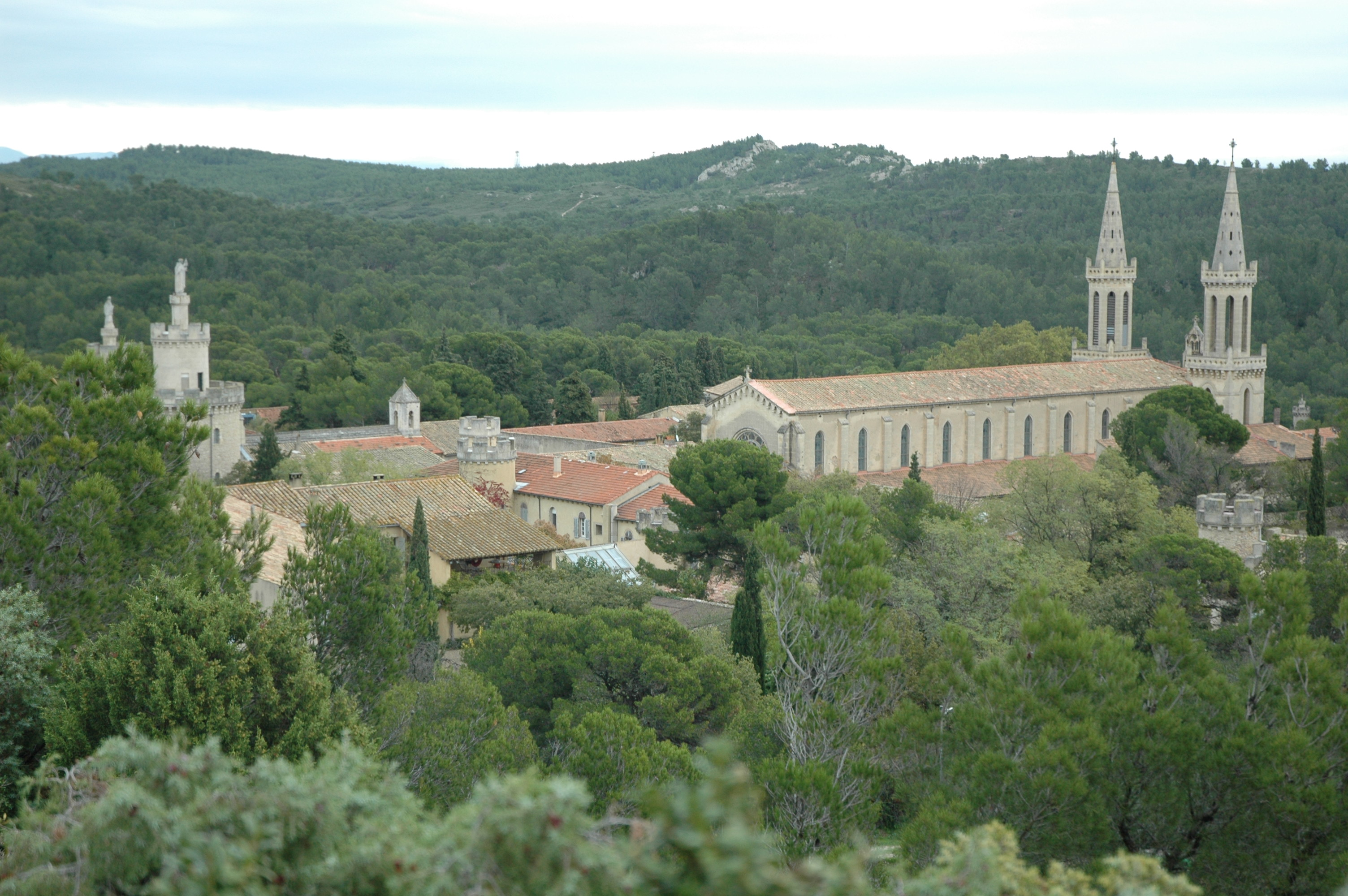
L'abbazia Saint-Michel de Frigolet, la cui chiesa abbaziale, dedicata all'Immacolata Concezione, ha il titolo di basilica minore.

L'arcidiocesi di Aix (in latino Archidioecesis Aquensis in Gallia) è una sede della Chiesa cattolica in Francia suffraganea dell'arcidiocesi di Marsiglia. Nel 2023 contava 679.130 battezzati su 960.701 abitanti. È retta dall'arcivescovo Christian Delarbre.

## Territorio
L'arcidiocesi comprende il dipartimento francese delle Bocche del Rodano, ad eccezione dell'Arrondissement di Marsiglia.
Sede arcivescovile la città di Aix, dove si trova la cattedrale del Santissimo Salvatore. Nel territorio diocesano sorgono l'antica cattedrale di Arles e la basilica minore dell'Immacolata Concezione a Tarascona (abbazia di Saint-Michel de Frigolet).
Il territorio si estende su 4.580 km² ed è suddiviso in 118 parrocchie, raggruppate in 8 decanati: Alpilles-Durance, Paese d'Arles, Salon-Valle della Durance, Istres-Martigues, Laguna di Berre, Marignane-Costa Blu, Paese di Gardanne, Paese d'Aix.

## Storia
La tradizione attribuisce l'evangelizzazione di Aix e del suo territorio e la fondazione della diocesi a san Massimino, discepolo di Gesù, che dalla Palestina raggiunse la Provenza e con Maria Maddalena diffuse per primo la buona novella ad Aix. Suo successore sarebbe stato san Sidonio, identificato dalla tradizione con il cieco nato, guarito da Gesù secondo il racconto dell'evangelista Giovanni (9,1-41).
Primo vescovo storicamente documentato è Lazzaro, vissuto agli inizi del V secolo, le cui vicende si intrecciano con quelle dell'imperatore romano e usurpatore Costantino III, a cui il vescovo diede il suo appoggio; alla morte di questi nel 411, Lazzaro fu costretto a dare le dimissioni. A partire dalla prima metà dell'VIII secolo il territorio di Aix è devastato dai Saraceni, e la loro presenza in Provenza fino al X secolo renderà difficile la vita cristiana; in questo periodo la serie episcopale di Aix è molto discontinua.
Nel V secolo fu elevata al rango di arcidiocesi metropolitana, ma l'autorità del metropolita di Aix, sempre offuscata da quella primaziale di Arles, è riconosciuta definitivamente solo da papa Adriano I nel 774 e dal concilio di Francoforte del 794. La provincia ecclesiastica corrispondeva all'antica Gallia Narbonense II, ad oriente del Rodano, e comprendeva le diocesi di Apt, Riez, Fréjus, Gap, Sisteron e Antibes. Nel XII secolo Antibes divenne suffraganea dell'arcidiocesi di Embrun. Il resto della provincia ecclesiastica rimase invariato fino alla rivoluzione francese.
Nell'XI secolo fu iniziata la costruzione della cattedrale durante l'episcopato di Rostan di Fos; la parte più antica del battistero risale invece al V-VI secolo.
A partire dal XII secolo gli arcivescovi di Aix si liberano definitivamente dalla soggezione alla Chiesa di Arles. Il vescovo Pierre III ricevette il pallio nel 1102 e nel 1112 riunì per la prima volta un concilio provinciale dove vennero riuniti tutti i vescovi suffraganei.
Nel 1409 fu eretta l'università di Aix con una bolla del papa pisano Alessandro V. L'istituzione, che comprendeva le facoltà di teologia, di giurisprudenza e di medicina, fu confermata da Luigi II di Provenza nel 1413 e di nuovo dai re francesi nel corso del XVII secolo.
Durante la riforma protestante, l'arcivescovo Jean de Saint-Chamond si lasciò attrarre dalla nuova confessione religiosa e fu scomunicato dal papa; il 25 dicembre del 1566 annunciò pubblicamente dal pulpito della cattedrale le sue dimissioni; in seguito si sposò e fu messo a capo di un reggimento ugonotto. La città e l'arcidiocesi rimasero tuttavia fedeli al cattolicesimo, per l'iniziativa soprattutto dell'arcivescovo Gilbert Génébrard.
Si deve a Girolamo Grimaldi-Cavalleroni l'istituzione del seminario nel XVII secolo, dopo che precedenti tentativi erano falliti.
Prima della rivoluzione francese, l'arcidiocesi comprendeva 84 parrocchie, suddivise in 8 decanati: Aix, Brignoles, Trets, Rians, Lambesc, Pertuis, Cadenet e Reillanne.
In seguito al concordato, con la bolla Qui Christi Domini di papa Pio VII del 29 novembre 1801 incorporò i territori dell'arcidiocesi di Arles e delle diocesi di Fréjus, Grasse, Marsiglia, Riez (in parte), Tolone e Vence che furono soppresse. La nuova provincia ecclesiastica comprendeva le diocesi di Avignone, Digne, Nizza e Ajaccio.
Il 10 luglio 1817 l'arcidiocesi di Arles fu ristabilita, ma il 6 ottobre 1822 fu confermata definitivamente la sua soppressione e l'incorporazione nell'arcidiocesi di Aix. Lo stesso 6 ottobre furono ristabilite le diocesi di Marsiglia e di Fréjus, con territorio ricavato da quello di Aix. Da allora l'arcivescovo di Aix può fregiarsi anche del titolo di vescovo di Arles. Dopo i cambiamenti del 1801 e del 1822, la nuova provincia ecclesiastica comprendeva le diocesi di Fréjus, Digne, Gap, Marsiglia e Ajaccio; Nizza fu aggiunta nel 1860, mentre Marsiglia divenne arcidiocesi nel 1948. Dal 1838 al 1866 anche la diocesi di Algeri fece parte della provincia ecclesiastica di Aix.
L'8 dicembre 2002, con la riorganizzazione delle circoscrizioni diocesane francesi, Aix ha perso il rango di sede metropolitana, pur mantenendo il titolo arcivescovile, ed è entrata a far parte della provincia ecclesiastica di Marsiglia.
L'arcidiocesi di Aix, nel corso della sua lunga storia, ha dato alla Chiesa undici cardinali presi tra i suoi arcivescovi ed altri sette presi tra i canonici del capitolo della cattedrale.

## Cronotassi dei vescovi
Si omettono i periodi di sede vacante non superiori ai 2 anni o non storicamente accertati.
- San Massimino †
- San Sidonio †
- Triferio? † (prima del 396 - dopo il 401)[4]
- Lazzaro † (circa 408 - circa 411 dimesso)[5]
- San Basilio † (prima del 475 - dopo il 494)
- San Menelfalo † (fine V secolo)[6]
- Massimo † (prima del 524 - dopo il 541)
- Avolo † (prima del 549 - dopo il 554)
- Francone † (all'epoca del re Sigeberto I)[7]
- Pienzio † (prima del 581 - dopo il 585)
- Protasio † (prima del 596 - dopo il 636 ?)
- Anonimo † (menzionato nel 794)
- Benedetto † (menzionato nell'828)
- Onorato? † (menzionato nell'867)[8]
- Rotberto I † (prima dell'878 - dopo l'879)
- Matfrido † (menzionato nell'886 o 887)
- Odolrico † (prima del 928 - dopo dicembre 947)
- Israele † (menzionato a ottobre 949)
- Silvestro † (prima del 966 circa - dopo il 979)
- Amalric I † (prima del 991 - dopo il 1012 circa)
- Ingilramno † (menzionato nel 1014)[9]
- Pons I di Châteaurenard † (menzionato nel 1019)
- Amalric II † (menzionato a marzo 1032)
- Pierre I † (1032 - dopo il 1048)
- Pons II di Châteaurenard † (prima del 1053 - dopo gennaio 1056)
- Rostan di Fos † (1056 o 1057 - 1082 dimesso)
- Pierre II Gaufridi † (prima del 27 maggio 1082 - 1101 deceduto)
- Pierre III † (prima del 28 marzo 1102[10] - dopo il 1112)
- Fouques † (prima di marzo 1118 - 1131 o 1132 deceduto)
- Pons di Lubières † (15 maggio 1132 - dopo il 1157)
- Pierre IV † (prima del 1162 - 1165 deceduto)
- Hugues di Montlaur † (1165 - dopo il 1174)
- Bertrand di Roquevaire † (prima di luglio 1178 - dopo maggio 1179)
- Henri † (prima di aprile 1180 - circa 1186 deceduto)
- Gui di Fos † (agosto 1186 - 12 marzo 1212 deceduto)
- Bermond Cornut † (prima di dicembre 1212 - 7 aprile 1223 deceduto)
- Raimond Audibert † (1223 - 7 marzo 1251 dimesso)
- Philippe † (aprile 1251 - 10 febbraio 1257 deceduto)
- Vicedomino Vicedomini † (22 luglio 1257 - 3 giugno 1273 nominato cardinale vescovo di Palestrina)
- Grimier Vicedominus † (13 gennaio 1274 - 30 novembre 1282 deceduto)
- Rostan di Noves † (14 agosto 1283 - 30 gennaio 1311 deceduto)
- Guillaume de Mandagout † (26 maggio 1311 - 24 dicembre 1312 nominato cardinale vescovo di Palestrina)
- Robert di Mauvoisin † (6 agosto 1313 - 1318 dimesso)
- Pierre des Prés † (11 settembre 1318 - 20 dicembre 1320 nominato cardinale presbitero di Santa Pudenziana)
- Pierre Auriol, O.F.M. † (27 febbraio 1321 - 10 gennaio 1322 deceduto)
- Jacques di Concos, O.P. † (9 luglio 1322 - 1º maggio 1329 deceduto)
- Armand di Narcès † (19 luglio 1329 - 21 luglio 1348 deceduto)
- Arnaud Bernard du Pouget † (14 agosto 1348 - 16 giugno 1361 nominato patriarca di Alessandria)
- Jean Peissoni † (2 agosto 1361 - 10 ottobre 1368 deceduto)
- Giraud di Pousillac † (4 dicembre 1368 - 23 maggio 1379 deceduto)
- Jean d'Agout † (1º giugno 1379 - 22 settembre 1394 deceduto)
- Thomas de Puppio † (22 dicembre 1396 - 10 febbraio 1420 deceduto)
  - Guillaume Fillastre † (13 novembre 1420[11] - 1421 dimesso) (amministratore apostolico)
- Avignone Nicolai, O.P. † (3 luglio 1422 - 15 giugno 1443 deceduto)
- Robert Roger † (10 luglio 1443 - 1447 deceduto)
- Robert Damiani, O.F.M. † (23 ottobre 1447 - 1460 dimesso)
- Olivier de Pennart, O.C.S.A. † (8 agosto 1460 - 28 gennaio 1484 deceduto)
- Philippe Herbert † (27 febbraio 1484 - 14 ottobre 1499 deceduto)
  - André d'Espinay † (ottobre 1499 - 13 maggio 1500 dimesso) (amministratore apostolico)
- Christophe di Brillac † (13 maggio 1500 - 22 settembre 1503 o 19 gennaio 1504 nominato arcivescovo titolare di Traianopoli di Rodope)[12]
- François di Brillac † (22 dicembre 1504 - 17 gennaio 1506 deceduto)
- Pierre Filhol † (9 marzo 1506 - 22 gennaio 1541 deceduto)
- Antoine Filhol † (22 gennaio 1541 succeduto - 2 dicembre 1550 deceduto)
- Jean de Saint-Chamond † (19 gennaio 1551 - 11 dicembre 1566 deposto)
- Lorenzo Strozzi † (6 febbraio 1568 - 14 dicembre 1571 deceduto)
- Giuliano de' Medici † (29 maggio 1572 o 1574 - 1575 dimesso)[13]
- Alessandro Canigiani † (28 marzo 1576 - 21 marzo o 31 maggio 1591 deceduto)
- Gilbert Génébrard, O.S.B. † (10 maggio 1591 - 16 febbraio o 14 marzo 1597 deceduto)
- Paul Hurault de L'Hôpital † (10 marzo 1599 - 8 settembre 1624 deceduto)
- Gui Hurault de L'Hôpital † (8 settembre 1624 succeduto - 3 dicembre 1625 deceduto)
- Alphonse-Louis du Plessis de Richelieu, O.Cart. † (27 aprile 1626 - 27 novembre 1628 nominato arcivescovo di Lione)
- Louis de Bretel † (6 ottobre 1631 - 27 marzo 1644 deceduto)
- Michele Mazzarino, O.P. † (10 luglio 1645 - 31 agosto 1648 deceduto)
- Girolamo Grimaldi-Cavalleroni † (30 agosto 1655 - 4 novembre 1685 deceduto)
  - Sede vacante (1685-1693)
  - Charles Le Goux de la Berchère (13 novembre 1685 - 31 gennaio 1687 nominato arcivescovo di Albi) (arcivescovo eletto)[14]
- Daniel de Cosnac † (9 novembre 1693[15] - 20 gennaio 1708 deceduto)
- Charles-Gaspard-Guillaume de Vintimille du Luc † (14 maggio 1708 - 17 agosto 1729 nominato arcivescovo di Parigi)
- Jean-Baptiste de Brancas † (17 agosto 1729 - 30 agosto 1770 deceduto)
- Jean-de-Dieu-Raymond de Boisgelin de Cucè † (17 giugno 1771 - prima del 7 novembre 1801 dimesso)
- Jérôme-Marie Champion de Cicé † (10 aprile 1802 - 22 agosto 1810 deceduto)
  - Sede vacante (1810-1817)
- Pierre-Ferdinand de Bausset-Roquefort † (1º ottobre 1817 - 29 gennaio 1829 deceduto)
- Charles-Alexandre de Richery † (27 luglio 1829 - 15 novembre 1830 deceduto)
- Jacques Raillon † (24 febbraio 1832 - 13 febbraio 1835 deceduto)
- Joseph Bernet † (1º febbraio 1836 - 5 luglio 1846 deceduto)
- Pierre-Marie-Joseph Darcimoles † (12 aprile 1847 - 11 gennaio 1857 deceduto)
- Georges-Claude-Louis-Pie Chalandon † (19 marzo 1857 - 28 febbraio 1873 deceduto)
- Théodore-Augustin Forcade, M.E.P. † (25 luglio 1873 - 12 settembre 1885 deceduto)
- François Xavier Gouthe-Soulard † (10 giugno 1886 - 9 settembre 1900 deceduto)
- François-Joseph-Edwin Bonnefoy † (18 aprile 1901 - 20 aprile 1920 deceduto)
- Maurice-Louis-Marie Rivière † (9 luglio 1920 - 28 settembre 1930 deceduto)
- Emmanuel Coste † (28 luglio 1931 - 18 gennaio 1934 deceduto)
- Clément-Emile Roques † (24 dicembre 1934 - 11 maggio 1940 nominato arcivescovo di Rennes)
- Florent-Michel-Marie-Joseph du Bois de la Villerabel † (11 maggio 1940 - 13 dicembre 1944 dimesso[16])
- Charles-Marie-Joseph-Henri de Provenchères † (3 novembre 1945 - 30 novembre 1978 ritirato)
- Bernard Louis Auguste Paul Panafieu † (30 novembre 1978 - 24 agosto 1994 nominato arcivescovo coadiutore di Marsiglia)
- Louis-Marie Billé † (5 maggio 1995 - 10 luglio 1998 nominato arcivescovo di Lione)
- Claude Feidt † (17 giugno 1999 - 29 marzo 2010 dimesso)
- Christophe Dufour (29 marzo 2010 succeduto - 5 luglio 2022 ritirato)
- Christian Delarbre, dal 5 luglio 2022

## Statistiche
L'arcidiocesi nel 2023 su una popolazione di 960.701 persone contava 679.130 battezzati, corrispondenti al 70,7% del totale.
| anno | popolazione | popolazione | popolazione | presbiteri | presbiteri | presbiteri | presbiteri                | diaconi | religiosi | religiosi | parrocchie |
| anno | battezzati  | totale      | %           | numero     | secolari   | regolari   | battezzati per presbitero | diaconi | uomini    | donne     | parrocchie |
| ---- | ----------- | ----------- | ----------- | ---------- | ---------- | ---------- | ------------------------- | ------- | --------- | --------- | ---------- |
| 1948 | 258.000     | 288.000     | 89,6        | 214        | 184        | 30         | 1.205                     |         | 41        | 572       | 130        |
| 1959 | 280.000     | 315.000     | 88,9        | 246        | 211        | 35         | 1.138                     |         | 69        | 530       | 131        |
| 1969 | ?           | 479.272     | ?           | 285        | 221        | 64         | ?                         | 1       | 104       | 548       | 101        |
| 1980 | 474.500     | 601.000     | 79,0        | 287        | 202        | 85         | 1.653                     | 1       | 109       | 567       | 124        |
| 1990 | 592.000     | 735.000     | 80,5        | 242        | 178        | 64         | 2.446                     | 6       | 96        | 520       | 124        |
| 1999 | 637.000     | 793.383     | 80,3        | 213        | 157        | 56         | 2.990                     | 10      | 70        | 364       | 128        |
| 2000 | 668.000     | 832.600     | 80,2        | 211        | 151        | 60         | 3.165                     | 10      | 119       | 360       | 128        |
| 2001 | 688.000     | 857.071     | 80,3        | 221        | 163        | 58         | 3.113                     | 14      | 79        | 360       | 112        |
| 2002 | 688.000     | 857.071     | 80,3        | 202        | 143        | 59         | 3.405                     | 14      | 76        | 360       | 122        |
| 2003 | 688.000     | 857.071     | 80,3        | 181        | 142        | 39         | 3.801                     | 13      | 56        | 360       | 122        |
| 2004 | 688.000     | 857.071     | 80,3        | 188        | 153        | 35         | 3.659                     | 13      | 50        | 354       | 122        |
| 2006 | 688.000     | 857.071     | 80,3        | 179        | 143        | 36         | 3.843                     | 14      | 56        | 334       | 120        |
| 2012 | 714.000     | 867.000     | 82,4        | 159        | 131        | 28         | 4.490                     | 21      | 57        | 265       | 120        |
| 2015 | 723.200     | 879.000     | 82,3        | 147        | 128        | 19         | 4.919                     | 23      | 43        | 248       | 120        |
| 2018 | 730.000     | 957.700     | 76,2        | 126        | 110        | 16         | 5.793                     | 25      | 31        | 205       | 118        |
| 2020 | 739.600     | 970.000     | 76,2        | 126        | 111        | 15         | 5.869                     | 26      | 66        | 244       | 118        |
| 2022 | 677.000     | 957.291     | 70,7        | 128        | 113        | 15         | 5.289                     | 29      | 41        | 216       | 118        |
| 2023 | 679.130     | 960.701     | 70,7        | 129        | 114        | 15         | 5.264                     | 29      | 47        | 223       | 118        |